# 皮哈湖
皮哈湖是愛沙尼亞的湖泊，位於奧泰佩附近，是小埃馬河的發源地，長3.5公里、寬1.6公里，面積0.29平方公里，海拔高度115米，平均水深4.3米，最大水深8.5米，湖中有5個島嶼。
58°02′N 26°27′E / 58.033°N 26.450°E